# Michael Angelella
Michael Angelella est un écrivain, scénariste, producteur américain et professeur d'université américain.

## Biographie
Après des études à l'université de Californie du Sud, il travaille comme scénariste de documentaires, producteur, journaliste, écrivain et professeur de l'Université de Towson.
En 1995, il écrit le scénario de Mother réalisé par Frank LaLoggia mettant en vedette Olympia Dukakis et Diane Ladd. En 2009, il produit un documentaire sur les mineurs de charbon de la Virginie, Bonecrusher.
En 1979, il publie La Chasse à l'ogre (Trail of Blood) présenté comme une « enquête menée par l'auteur recouvre une histoire vraie, des personnages qui ont existé, des faits qui se sont réellement produits ». Inspiré par la vie du tueur en série Albert Fish, le livre alterne deux récits différents, celui du criminel et celui du policier. Selon Claude Mesplède, « l'analyse psychologique de L'Ogre Fish, avec ses incroyables contradictions (le sexe et la religion) assure au roman un intérêt indiscutable ».

## Œuvre

### Roman
- Trail of Blood, 1979
  - La Chasse à l'ogre, Série noire no 1819, 1981

## Filmographie

### En tant que scénariste

#### Au cinéma
- 1995 : Mother, film américain réalisé par Frank LaLoggia, avec Olympia Dukakis et Diane Ladd
- 2006 : Le Pacte (Canes), film américain réalisé par Michael Bafaro

#### À la télévision
- 2001 : Red October, téléfilm américain réalisé par Jonathan Zurer
- 2004 : 100 Greatest Discoveries, mini-série américaine
- 2009 : Aerial America: Hawaii, documentaire américain réalisé par Eric Cochran
- 2009 : 1 épisode de la série télévisée Aerial America

### En tant que producteur
- 2009 : Bonecrusher, documentaire américain réalisé par Mike Foutain

## Sources
- Claude Mesplède, Les années "Série noire" bibliographie critique d'une collection policière, t. 4 : 1972-1982, Amiens, Encrage, coll. « Travaux » (no 25), 1995, 318 p. (ISBN 978-2-906389-63-2), p. 266.
- Claude Mesplède et Jean-Jacques Schleret, SN, voyage au bout de la Noire : inventaire de 732 auteurs et de leurs œuvres publiés en séries Noire et Blème : suivi d'une filmographie complète, Paris, Futuropolis, 1982 (OCLC 11972030), p. 20
- Claude Mesplède et Jean-Jacques Schleret, SN Voyage au bout de la Noire (additif mise à jour 1982-1985), Futuropolis, 1985